# Prosoplus costatus
Prosoplus costatus är en skalbaggsart som beskrevs av Hüdepohl 1996. Prosoplus costatus ingår i släktet Prosoplus och familjen långhorningar. Inga underarter finns listade i Catalogue of Life.